# Dintesheim
Dintesheim település Németországban, Rajna-vidék-Pfalz tartományban. Lakosainak száma 163 fő (2023. december 31.).

## Népesség
A település népességének változása:
| Lakosok száma | 149  | 154  | 158  | 157  | 151  | 159  | 163  |
|               | 1975 | 2014 | 2017 | 2019 | 2021 | 2022 | 2023 |